# شین ریپ
شین ریپ (انگلیسی: Sin Rip; ۱ ژانویهٔ ۱۵۴۶ – ۲۸ آوریل ۱۵۹۲)  ارتشبد اهل پادشاهی چوسان بود.